# Li Ying (judoczka)
Li Ying (chiń. 李营; ur. 8 kwietnia 1981) – chińska judoczka.
Triumfatorka mistrzostw świata w 2005. Startowała w Pucharze Świata w latach 1999, 2004 i 2007. Brązowa medalistka igrzysk azjatyckich w 1998 i 2006, a także mistrzostw Azji w 2003. Druga na igrzyskach Azji Wschodniej w 2001 roku.